# 母佑會
母佑會，全稱聖母進教之佑孝女會，英文簡稱FMA（英語：Salesian Sisters of St John Bosco / Daughters of Mary Help of Christians ；義大利語：Figlie di Maria Ausiliatrice），為慈幼會的姊妹會，天主教組織之一。
慈幼大家庭約有四十多萬成員。它包含二十一個組織，他們都按照鮑思高神父的風格和神恩而發展。鮑思高神父在生時首先建立的四個慈幼大家庭成員：慈幼會、母佑會、慈幼協進會及鮑思高舊同學會。
母佑會的工作，以女青少年為服務對象。

## 在中華會區開辦的主要學校
- 聖母書院
- 聖母小學
- 聖母幼稚園
- 天主教母佑會蕭明中學
- 澳門陳瑞祺永援中學
- 澳門聖瑪沙利羅學校
- 九澳聖若瑟學校（寄宿）
- 台南 母佑幼兒園

## 外部連結
- 母佑會
- 慈幼會 （页面存档备份，存于）

## 另見
- 慈幼會